# Jurij Szuchewycz

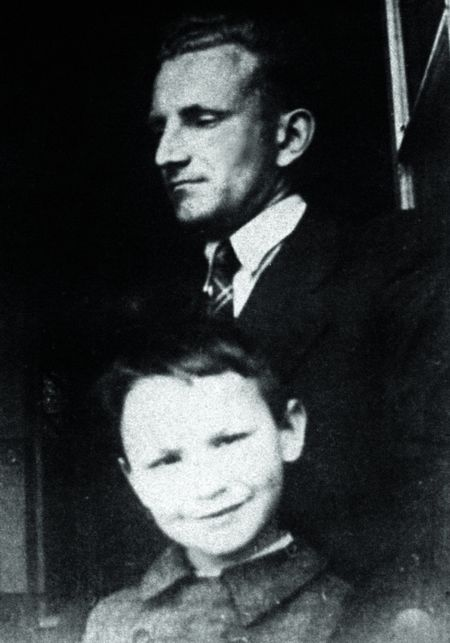
Jurij Szuchewycz jako dziecko, z ojcem

Jurij-Bohdan Romanowycz Szuchewycz, ukr. Юрій-Богдан Романович Шухевич (ur. 28 marca 1933 w Ohladowie, zm. 22 listopada 2022 w Monachium) – ukraiński polityk, długoletni (1948-1988) więzień polityczny Gułagu, członek Ukraińskiej Grupy Helsińskiej (od 1979), działacz nacjonalistyczny, deputowany do Rady Najwyższej Ukrainy VIII kadencji (2014-2019).

## Życiorys
Syn Romana Szuchewycza, dowódcy Ukraińskiej Powstańczej Armii. 27 lipca 1945 aresztowany przez NKWD wraz z matką Natalią Berezynską i siostrą Marią, następnie wysłany wraz z siostrą do domu dziecka w Stalino, skąd dwukrotnie zbiegał. W latach 1948–1958 i 1958–1968 więziony formalnie z art. 62 kodeksu karnego USRR – propaganda i agitacja antysowiecka, faktycznie jako członek rodziny wroga ludu. W latach 1948–58 przebywał w więzieniu we Włodzimierzu nad Klaźmą, następnie w łagrach. Zwolniony w sierpniu 1968 z zakazem powrotu na Ukrainę, osiedlił się w Nalczyku w Kabardyno-Bałkarskiej ASRR, pracował jako elektromonter. 26 marca 1972 powtórnie uwięziony, 9 września 1972 skazany na 10 lat obozu specjalnego reżimu i 5 lat zesłania. Karę odbywał w więzieniu włodzimierskim, później w więzieniu w Czystopolu w Tatarskiej ASRR. Od 1979 członek Ukraińskiej Grupy Helsińskiej. W 1982 w więzieniu stracił wzrok. Zwolniony po odbyciu kary w 1983, zesłany. Ostatecznie uwolniony z zesłania po upływie terminu ostatniego wyroku w 1988, w 1990 zezwolono mu na powrót na Ukrainę.
W latach 1991–1994 przywódca nacjonalistycznej organizacji UNA-UNSO, później wycofał się z czynnego życia politycznego.
19 sierpnia 2006 został przez prezydenta Ukrainy Wiktora Juszczenkę uhonorowany tytułem Bohatera Ukrainy.
W 2011 na wiecu we Lwowie wraz z Rostysławem Nowożencem wzywał do przyłączenia do Ukrainy dawniej zamieszkiwanych częściowo przez Ukraińców ziem znajdujących się m.in. w Polsce: „Łemkowszczyzny”, Nadsania, Chełmszczyzny i Podlasia.
W przedterminowych wyborach parlamentarnych w 2014 kandydował z piątego miejsca listy krajowej Partii Radykalnej Ołeha Laszki, uzyskując mandat deputowanego VIII kadencji.
Żona Walentyna z d. Trocenko, syn Roman (ur. 1970), córka Iryna (ur. 1971).